# Impatiens sodiroi
Impatiens sodiroi är en balsaminväxtart som beskrevs av Adolf Engler och Warb. Impatiens sodiroi ingår i släktet balsaminer, och familjen balsaminväxter. Inga underarter finns listade i Catalogue of Life.